# Isaak Fridberg
Isaak Fridberg (russisk: Исаак Шаевич Фридберг) (født 1. januar 1947 i Vilnius i Sovjetunionen) var en sovjetisk filminstruktør og manuskriptforfatter.

## Filmografi
- Kukolka (Куколка, 1988)[1][2]